# محمد العرابي
محمد العرابي (26 يناير 1951 -)، وزير خارجية مصر الأسبق ، يشغل حالياً منصب عضو مجلس النواب تولى العرابي مهامه وزيرًا للخارجية خلفًا لنبيل العربي الذي انتخب في 15 مايو أمينًا عامًا للجامعة العربية. يعده كثيرون رائد العصر الذهبي للعلاقات المصرية الألمانية.

## العائلة
هو أب لابنة وحيدة وزوج للسيدة أمل فريد.[بحاجة لمصدر]

## عمله الدبلوماسي
- شغل منصب سفير سابق في ألمانيا
- عمل في سفارات مصر في الكويت ولندن وواشنطن[4] وتل أبيب.[5]
- شغل محمد العرابي منصب مساعد وزير الخارجية للشؤون الاقتصادية قبل بلوغه سن التقاعد في مارس 2011.[4]
- تولى منصب وزارة الخارجية في 6 يونيو 2011، وقدم استقالته مساء السبت 16 يوليو، وصرح بأن سبب استقالته هو رفع الحرج عن رئيس الوزراء عصام شرف أثناء مشاوراته لتشكيل وزارة جديدة.[6]

## عمله السياسي
بعد خروجه من وزارة الخارجية انضم لحزب المؤتمر الذي كان رئيسه حينها السيد عمرو موسى الأمين السابق لجامعة الدول العربية، وتولي العرابي رئاسة الحزب بعده حتي تقدم باستقالته من رئاسة الحزب في 31 مايو 2014.
| المناصب السياسية | المناصب السياسية            | المناصب السياسية    |
| ---------------- | --------------------------- | ------------------- |
| سبقه نبيل العربي | وزير خارجية مصر 2011 - 2011 | تبعه محمد كامل عمرو |